# Торе Маре (Матера)
Торе Маре (итал. Torre Mare) је насеље у Италији у округу Матера, региону Базиликата.
Према процени из 2011. у насељу је живело 20 становника. Насеље се налази на надморској висини од 5 м.